# Прва лига Мађарске у фудбалу 1916/17.
Четрнаесто фудбалско првенство у Мађарској је одиграно 1916/17. године.

## Преглед
Играло је укупно дванаест клубова, МТК је освојио првенство, што му је била четврта титула. Ово првенство је прво од три која су одржана у ратним условима.
Клубови који су се налазили изван Будимпеште су играли у регионалним лигама и победници тих лига су се квалификовали на турнир победника регионалних лига. Победник овог турнира је био предодређен за плејоф у Будимпешти где би одиграо утакмицу за титулу Мађарског шампиона против шампионског тима из Будимпеште. Регионални шампиони су били
- Група југ ФК Темишвар Кинижи
- Група север ФК Диошђер ВТК
- Група запад ФК Ђер ЕТО

Због ратних услова није одиграно ни провинцијски турнир а ни плејоф у Будимпешти. Прваком је био проглашен МТК.

## Табела
| #  | Екипа              | Утакмица | ПБ | НР | ИЗ | ГД  | ГП | ГР  | Бодова | Примедба |
| -- | ------------------ | -------- | -- | -- | -- | --- | -- | --- | ------ | -------- |
| 1  | MTK                | 22       | 21 | 0  | 1  | 113 | 16 | +97 | 42     | Шампион  |
| 2  | ФК Тереквеш        | 22       | 16 | 2  | 4  | 71  | 20 | +51 | 34     |          |
| 3  | ФК Ујпешт          | 22       | 11 | 5  | 6  | 28  | 28 | 0   | 27     |          |
| 4  | ФК Ференцварош     | 22       | 11 | 4  | 7  | 29  | 23 | +6  | 26     |          |
| 5  | ФК Трећи округ ТВЕ | 22       | 9  | 4  | 9  | 32  | 30 | +2  | 22     |          |
| 6  | ФК Вашаш           | 22       | 6  | 9  | 7  | 29  | 30 | -1  | 21     |          |
| 7  | ФК МАК             | 22       | 7  | 4  | 11 | 47  | 53 | -6  | 18     |          |
| 8  | ФК Будимпешта АК   | 22       | 8  | 2  | 12 | 31  | 52 | -21 | 18     |          |
| 9  | ФК Будимпешта      | 22       | 6  | 4  | 12 | 25  | 52 | -27 | 16     |          |
| 10 | 33                 | 22       | 6  | 3  | 13 | 25  | 51 | -26 | 15     |          |
| 11 | ФК Кишпешт         | 22       | 5  | 4  | 13 | 22  | 57 | -35 | 14     |          |
| 12 | ФК Февароши ТК     | 22       | 3  | 5  | 14 | 19  | 59 | -40 | 11     |          |

УУ = Укупно утакмица; ПБ = Победе; НР = Нерешено; ИЗ = Укупно пораза; ГД = Голова дато; ГП = Голова примљено; ГР = Гол-разлика; Бо = Бодова

## Признања
| Шампион Мађарске у фудбалу 1916/17. |
| МТК 4. титула                       |

| Најбољи играч | Најбољи стрелац         |
| Ференц Платко | Имре Шлосер (38 голова) |

### Извор
- Mező Ferenc: Futball adattár.  978-963-7543-58-6.